# Rammstein (album)
Rammstein – siódmy album studyjny niemieckiego zespołu muzycznego Rammstein. Został wydany 17 maja 2019 roku nakładem wytwórni Universal Music Group. Promocję albumu rozpoczęto w marcu 2019 roku, wraz z premierą pierwszego promującego singla – „Deutschland”, kompozycja dotarła w Niemczech na szczyt notowania najpopularniejszych singli oraz uzyskała status złotej płyty. Kolejnym singlem został utwór „Radio”. Rammstein zadebiutował na pierwszym miejscu notowania Offizielle Top 100 w Niemczech, rozchodząc się w pierwszym tygodniu w ilości 260 000 egzemplarzy. Ten wyczyn sprawił, że płyta ta stał się najlepiej sprzedającym albumem w pierwszym tygodniu w Niemczech w XXI wieku. W Polsce album dotarł do pierwszego miejsca notowania OLiS oraz uzyskał status dwukrotnie platynowej płyty.

## Lista utworów
Wszystkie utwory zostały napisane przez członków zespołu Rammstein (Richard Kruspe, Paul Landers, Till Lindemann, Christian Lorenz, Oliver Riedel, Christoph Schneider).
| Nr  | Tytuł utworu    | Długość |
| --- | --------------- | ------- |
| 1.  | „Deutschland”   | 5:23    |
| 2.  | „Radio”         | 4:37    |
| 3.  | „Zeig dich”     | 4:15    |
| 4.  | „Ausländer”     | 3:51    |
| 5.  | „Sex”           | 3:56    |
| 6.  | „Puppe”         | 4:33    |
| 7.  | „Was ich liebe” | 4:29    |
| 8.  | „Diamant”       | 2:34    |
| 9.  | „Weit Weg”      | 4:20    |
| 10. | „Tattoo”        | 4:11    |
| 11. | „Hallomann”     | 4:11    |
|     |                 | 46:20   |

## Notowania i certyfikaty
| Lista przebojów (2019)              | Najwyższa pozycja |
| ----------------------------------- | ----------------- |
| Australia (ARIA Charts)             | 5                 |
| Austria (Ö3 Austria Top 40)         | 1                 |
| Belgia (Ultratop Flandria)          | 1                 |
| Belgia (Ultratop Walonia)           | 1                 |
| Czechy (ČNS IFPI)                   | 2                 |
| Dania (Album Top-40)                | 1                 |
| Finlandia (Suomen virallinen lista) | 1                 |
| Francja (SNEP)                      | 1                 |
| Hiszpania (PROMUSICAE)              | 2                 |
| Holandia (MegaCharts)               | 1                 |
| Irlandia (IRMA)                     | 11                |
| Japonia (Oricon)                    | 39                |
| Kanada (Billboard Canadian Albums)  | 5                 |
| Meksyk (AMPROFON)                   | 3                 |
| Niemcy (Media Control Charts)       | 1                 |
| Norwegia (VG-Lista)                 | 1                 |
| Nowa Zelandia (Recorded Music NZ)   | 18                |
| Polska (OLiS)                       | 1                 |
| Portugalia (AFP)                    | 1                 |
| Stany Zjednoczone (Billboard 200)   | 9                 |
| Szwajcaria (Alben Top 100)          | 1                 |
| Szwecja (Sverigetopplistan)         | 2                 |
| Węgry (MAHASZ)                      | 2                 |
| Wielka Brytania (OCC)               | 3                 |
| Włochy (FIMI)                       | 5                 |

| Kraj                         | Certyfikat         | Sprzedaż |
| ---------------------------- | ------------------ | -------- |
| Austria (IFPI Austria)       | 2x Platynowa płyta | 30 000+  |
| Belgia (BEA)                 | Złota płyta        | 15 000+  |
| Dania (IFPI Denmark)         | Złota płyta        | 10 000+  |
| Francja (SNEP)               | Złota płyta        | 50 000+  |
| Niemcy (SNEP)                | 5x Platynowa płyta | 500 000+ |
| Polska (ZPAV)                | 2x platynowa płyta | 40 000+  |
| Szwajcaria (IFPI Szwajcaria) | Platynowa płyta    | 20 000+  |